# Аланский язык
Ала́нский язы́к — язык аланов, известных с I в. н. э. и выделившегося из сарматской общности. С началом I тыс. н. э. аланы расселились в Предкавказье, Приазовье, Крыму, бассейне Дона. Аланский язык, судя по многочисленным источникам, был близок к осетинскому языку, а сам аланский союз племен окончательно был разрушен при нашествии монголов и Тамерлана. Остатки алан в виде предков сегодняшних осетин сохранились в горах Кавказа. Другая часть аланов, возможно, могла в XIII в. переселиться в Венгрию, где до XIX в. сохраняла свой язык. Основным материалом, позволяющим изучать язык аланов, является топонимика и древняя антропонимия, а также многочисленные заимствования, закрепившиеся в языках других народов.

## Зеленчукская надпись
Из всего имеющегося языкового материала собственно аланской считается Зеленчукская надгробная надпись, выполненная греческим письмом. На её основании полагается, что в X—XIII в. у алан бытовала письменность.

## Аланские фразы в «Теогонии» Иоанна Цеца
Другое известное свидетельство аланского языка — аланские фразы в «Теогонии» византийского автора Иоанна Цеца (XII в.).
В 1927 г. венгерский византинист И. Моравчик обнаружил в рукописи Barberinus (XV в.), находящейся в Библиотеке Ватикана, полный текст эпилога «Теогонии», и в 1930 г. он впервые опубликовал ту часть сочинения, где содержатся написанные на основе греческого алфавита формулы приветствия на различных языках, с которыми соприкасалась в XII веке Византийская империя: «скифском» (на самом деле, на языке команов-половцев), «персидском» (в действительности, турко-сельджукском), латинском, арабском, русском, еврейском и аланском. Таким образом, это единственный письменный памятник аланского языка, этноязыковая принадлежность которого засвидетельствована самим записавшим его лицом.
Перевод с греческого и латинскую транслитерацую фраз-приветствий на «варварских» языках опубликовал С. М. Перевалов в 1998 году:
τοις Άλανοις προσφθέγγομαι κατά' την τούτων γλώσσαν
[К аланам обращаюсь на их языке:]
καλή' ήμερα σου, αυ'θέτα μου, αρχόντισσα, πόθεν είσαι;
[«Добрый день, господин мой, архонтисса, откуда ты?»]
ταπαγχας μέσφιλι χσινά κορθι καντά, και ταλλα.
[Tapankhas mesfili khsina korthi kanda и так далее]
αν δ'εχη Άλάνισσα παπαν φίλον, α'κουσαις ταύτα.
[Если же аланка имеет любовником (святого) отца, услышишь такое:]
Ουκ αίσχύνεσαι, αυθέντριά μου, να' γαμη το μουνίν σου παπάς
[«Не стыдно тебе, госпожа моя? Ведь с тобой имеет связь твой отец»]
То φάρνετζ κίντζι μέσφιλι καιτζ φουα σαουγγε.
[Το 'farnetz kintzi mesfili kaitzfua saunge.’]
Язык этих фраз представляет собой архаичный вариант осетинского языка. Так, «Tapankhas» («добрый день») соответствует иронскому «dæ bon xorz», дигорскому «dæ bon xwarz» — «пусть будет твой день хорошим». Примечательно, что аналогичная фраза — «daban horz» — обнаружена в ясском глоссарии 1422 года.
Обе фразы целиком можно сопоставить с современными осетинскими аналогами:
Первой [Tapankhas mesfili khsina korthi kanda] соответствует современное осетинское (дигорское):
Dæ bon xwarz, me ’fsijni ’xsijnæ. Kurdigæj dæ?
или
Дæ бон хуарз, ме ’фсийни ’хсийнæ. Курдигæй дæ?
«Добрый день, хозяйка (супруга) моего господина. Откуда ты?»
Второй фразе — [Farnetz kintzi mesfili kaitzfua saunge.] соответствует осетинское
’F(s)arm neci (’j) kindzi ’fsijni, kæci fæwwa sawgini.
или
’Ф(с)арм неци (’й) киндзи ’фсийни, кæци фæууа саугини.
 — «Нет стыда (у) госпожи-невестки, которая бывает священникова (отдается священнику)».
Подробным лингвистическим исследованием аланского текста в «Теогонии» занимались Р. Бильмайер, Б. Мункачи, Д. Герхардт и В. И. Абаев, Т. Т. Камболов.

## Ясский глоссарий
Ясский глоссарий 1422 г., обнаруженный в 1957 г. в Венгерском государственном архиве.
Ясский глоссарий — это ученое название краткого словаря, размещенного на обороте судебного документа. Словарик, в котором около 35 слов, должен был помочь чиновнику XV века понимать речь ясов.
Большинство ясских слов легко сопоставляется с современным осетинским языком, особенно с его архаичной формой — дигорским диалектом. Примеры:
| Ясский  | Иронский диалект     | Дигорский диалект              | Венгерский      | Русский             |
| ------- | -------------------- | ------------------------------ | --------------- | ------------------- |
| Ban     | bon                  | bon                            | nap             | день                |
| Baza    | bas                  | basæ                           | leves           | похлёбка            |
| Ваh     | bæх                  | bæx                            | ló\| ló         | лошадь              |
| Carif   | carv                 | carv                           | vaj             | масло               |
| Cugan   | cængæt               | cigon (cigojnæ)                | fazék           | чугунная (кастрюля) |
| Dan     | don                  | don                            | víz             | вода                |
| Da      | dæ                   | dæ                             | tied            | твой                |
| Dicega  | ducgæ                | docgæ (ghog) 'дойная' (корова) | tehén           | корова              |
| Fit     | fyd                  | fid                            | hús             | мясо                |
| Fus     | fys                  | fus                            | juh             | овца                |
| Gal     | gal                  | gal                            | ökör            | бык                 |
| Gizt    | ænqyzt               | ænghizt (забродивший)          | túró            | творог              |
| Xecav   | xicaw                | xecaw                          | gazda           | хозяин              |
| Xuvar   | xor                  | xwar                           | ezer            | просо               |
| Xuvas   | xos                  | xwasæ                          | kasza           | сено                |
| Ajka    | ajk                  | ajkæ                           | tojás           | яйцо                |
| Каfsеn  | kæf, kæsag           | kæsalgæ                        | borsó           | рыба, икра          |
| Каrаk   | kark                 | kark                           | tyúk            | курица              |
| Karba   | kærvædz (вид ячменя) |                                | árpa            | ячмень              |
| Kasa    | kas                  | kasæ                           | kása            | каша                |
| Kurajna | kwyroj               | kurojnæ                        | malom           | мельница            |
| Khever  | khæbær               | khæbær                         | kenyér          | хлеб                |
| Manuona | mænæw                | mænæwæ                         | búza            | пшеница             |
| Na      | næ                   | næxe                           | mienk           | наш                 |
| Odog    | widyg                | edug                           | kanál           | ложка               |
| Oras    | wæras                | wæras                          | sörféleség      | квас                |
| Osa     | us                   | osæ                            | asszony         | женщина             |
| Qaz     | qaz                  | qaz                            | lúd             | гусь                |
| Sabar   | syzĝy                | zætxæ                          | zab             | овёс                |
| Saka    | sæh                  | sæhæ                           | kecske\| kecske | коза                |
| Sana    | sæn                  | sænæ                           | bor             | вино                |
| Tabax   | tæbæh                | tæbæh                          | tál             | тарелка             |
| Vas     | rod                  | wæss                           | borjú           | телёнок             |

## Фонетика
Наиболее близка к аланскому фонетика архаичного дигорского диалекта осетинского языка. Основные отличия:
- в аланском ещё не произошёл переход a > o перед носовыми (ban «день», nam «имя»)
- в аланском отсутствовали смычно-гортанные пъ, тъ, цъ, чъ, къ, усвоенные осетинским из кавказского субстрата, а также хъ (q), усвоенный из тюркских.